# 禁断の病棟 〜特殊精神科医 遊佐惣介の診察記録〜
『禁断の病棟 〜特殊精神科医 遊佐惣介の診察記録〜』（きんだんのびょうとう 〜とくしゅせいしんげかい ゆさそうすけのしんさつきろく〜）は、2011年7月29日にアトリエかぐや TEAM HEARTBEATから発売された18禁特別治療AVGである。

## ストーリー
医療法人正魂会「神無病院」の医科学実験棟内のセクション「特殊精神科」で医師をしている遊佐惣介は、優秀な医師である反面、特殊な能力で幾多の女性患者を欲望の餌食にしていた。そんな中、病院は特殊精神科に新たに反町を赴任させ、お互いに競わせて優れた成果を挙げた方を正式雇用すると告げた。
かくして医師の座と己の欲望を満たすため、惣介は訪れる患者を陵辱することとなった。

## 登場人物
遊佐 惣介（ゆさ そうすけ）
本作の主人公。学生時代に神無病院に入院していた時、病院から入院費の優遇を条件に薬品の臨床検査で数々の薬物を当用した結果、相手の脳に干渉してマイナスの情動を意のままに操る「シークレット＝デザイア」に目覚める。
それ以降、その能力を生かして臨床心理のカウンセラーの資格を取り、神無病院の医科学実験棟内のセクション「特殊精神科」の医師として働く傍ら、数々の女性を慰み者としていた。そんなある日、神無病院の病院理事会より3ヶ月間で反町とどちらが優秀かを競わされ、敗北＝死という条件の中、数々の女を陵辱しながら優秀な成績を収めようと行動する。
目つきは鋭く取っ付き辛い性格のために友人と呼べる者は皆無だが、数々の女を慰み者にしながら観察・治療しているために深層心理を診ることに長けており、医師としては優秀である。
上泉 沙良（かみいずみ さら）
声 - 澄白キヨカ
良家の一人娘。名門女子高「城正学園」に通い、文芸部に所属している。生来の男性恐怖症で、男性が語りかけてくるだけでも嫌悪感を抱くほどだが、将来は結婚して家庭を築くことも考えており、男性恐怖症を克服しようと特殊精神科を訪れ、惣介の診断を嫌々ながら受けることとなった。
将来は作家を志望しているために想像力に長けており、男性恐怖症ながらも性的なことには興味がある。
剣崎 レイナ（けんざき - ）
声 - 花南
有名なオタク系のアイドルの女性。ライブやイベントなどで多忙な日々を過ごしている。整った顔立ちで普段は人当たりの良い返答をするが、格闘ゲームの大会に参加して優勝したことをきっかけに、羽振りの良い給料だけが目当てで業界へ入った。
本心ではオタクたちのことは見下しており、そんな態度を注視したプロダクションが今後の活動に支障を出さないようにと、性格の矯正をするため特殊精神科を訪れた。
高寺 百合花（たかでら ゆりか）
声 - 萌木唯
良家の一人娘。名門女子高「城正学園」に通っており、茶道部に所属している。本来は反町が担当するはずだったが、反町の態度に怯えて惣介の真面目な姿勢に惹かれてしまい、担当医師として惣介を指名した。
小さいころから容姿端麗で申し分ないが、父親と再婚した義母にそれを妬まれて「お前は醜い」と生理的虐待を受けた影響で完全に自信を無くしてしまったため、人との接し方にも不器用である。そんな自分を何とかしたいと、神無病院でカウンセリングを受ける決心をした。
潮見 あずみ（しおみ - ）
声 - ももぞの薫
人妻。スイミングスクールのインストラクターとして働いている。真面目で厳格な夫（職業は教師）との間に2人の子を儲けている。夫が多忙なせいもあって最近はセックスレスの状態で、自分の身体に飽きられたのではないかとストレス性の幻覚症状に悩まされている。
今までカウンセリングと栄養剤を処方していたが、惣介の希望で担当替えとなり、担当することとなる。
桂 輪廻（かつら りんね）
声 - 春日アン
看護婦で惣介の助手。本当は理事会から惣介の監視役として派遣されたが、彼を大変気に入って監視役であることを告白して以来、理事会にそれとなしに報告しながら、冬乃と一緒に惣介の陵辱を含むカウンセリングに協力している。
惣介の「シークレット＝デザイア」が全く効かない。実は理事会の研究によって生み出された実験体。
遠野 円（とおの まどか）
声 - このかなみ
神無病院の医師の女性。惣介と同じ特殊精神科所属。主に男性患者のカウンセリングを担当している。惣介の先輩でもあり、時々惣介に注意をしているが、お互いに先輩後輩として、そして良き友として接している。グラマラスな肢体は、神無病院中の男性たちに人気がある。
夜間に男性医師たちの慰み者として輪姦されている。
岩瀬 冬乃（いわせ ふゆの）
声 - 岩泉まい
看護婦で惣介の助手。輪廻とは対照的に寡黙な性格の持ち主で、必要以上は話さない。惣介のことは飾らない人だと信頼している。輪廻と一緒に惣介のカウンセリングを手伝っているが、自分の身体の「秘密」にはコンプレックスを抱いている。
実は輪廻と同様に理事会の研究によって生み出された実験体。そのため、女性の体でありながら男性器を持つ。
反町 信也（そりまち しんや）
医科学実験棟に赴任してきた若手の男性医師で、惣介と競い合う相手。薬物による治療を得意とする。
元々は大病院「反町医院」の次男で、家業を継ぐのを拒否して恋人と駆け落ちした兄に代わり、病院の跡取りとなったが、医療ミスにより患者を死なせ、身を隠すために神無病院の病院理事会との裏取引で赴任してきた。
思い上がりの強い性格の持ち主で、本来治療担当だった百合花を、その性格が災いして結果として本人の意思により惣介に変えられてからは、彼に対して強いライバル心を燃やしている。

## スタッフ
- 原画：M&M
- シナリオ：神無月ニトロ、ひらいでらく、laimonZ、泉教、七央結日、霧島へるん、すまっしゅぱんだ、なかぢ
- 音楽：佐々倉マコト（Angel Note）

## アダルトアニメ
2012年にピンクパイナップルより『禁断の病棟 THE ANIMATION』のタイトルでOVAが発売されている。全2巻で、DVD同梱特典は特製ブックレット。声優名は非公開。
- 禁断の病棟 THE ANIMATION Desire.1「全ての肉欲を解き放て」 2012年9月28日発売 JDXA-57099
- 禁断の病棟 THE ANIMATION Desire.2「淫らな診療室へようこそ」 2012年12月21日発売 JDXA-57100

スタッフ
- 原作：禁断の病棟 〜特殊精神科医 遊佐惣介の診察記録〜 [アトリエかぐや TEAM HEARTBEAT]
- プロデューサー：織賀進
- 監督・キャラクターデザイン・作画監督・絵コンテ：荒木英樹
- 脚本：佐和山進一郎
- 音響監督：神戸港一RX
- 美術監督：福岡上海
- 色指定検査：GO YOUN HYE
- 背景：BONG PRO
- 撮影：HAN KUG JU
- 音楽：盛考音
- 音楽制作：Tiki Tiki
- 音響効果：スワラプロ
- 制作進行：KIM JU HONG
- 制作協力：Blueberry Co.
- 製作：ピンクパイナップル

## 関連商品
書籍
- 禁断の病棟 〜特殊精神科医 遊佐惣介の診察記録〜
  - 神堂劾 著、M&M 挿絵、2011年10月28日発売、パラダイムノベルス、ISBN 978-4-89490-221-3

DVD-PG
- 禁断の病棟 〜特殊精神科医 遊佐惣介の診察記録〜 DVDPG
  - 2012年4月26日発売、アイチェリー、AICDV-0317